# Área micropolitana de Selinsgrove
El área micropolitana de Selinsgrove,  y oficialmente como Área Estadística Micropolitana de Selinsgrove, PA µSA tal como lo define la Oficina de Administración y Presupuesto, es un Área Estadística Micropolitana centrada en la localidad de Selinsgrove en el estado estadounidense de Pensilvania. El área micropolitana tenía una población en el Censo de 2010 de 39.702 habitantes, convirtiéndola en la 346.º área micropolitana más poblada de los Estados Unidos. El área micropolitana de Selinsgrove comprende el condado de Snyder, siendo Selinsgrove la localidad más poblada.

## Composición del área micropolitana

### Boroughs
Beavertown |
Freeburg |
McClure |
Middleburg |
Selinsgrove |
Shamokin Dam

### Municipios
Adams |
Beaver |
Center |
Chapman |
Franklin |
Jackson |
Middlecreek |
Monroe |
Penn |
Perry |
Spring |
Union |
Washington |
West Beaver |
West Perry

### Lugares designados por el censo
Beaver Springs |
Hummels Wharf |
Kratzerville |
Kreamer |
Mount Pleasant Mills |
Paxtonville |
Penns Creek |
Port Trevorton |
Troxelville